# سیارک ۳۱۰۴۳
سیارک ۳۱۰۴۳ (به انگلیسی: 31043 Sturm، نامگذاری:1996LT) سی و یک هزار و چهل و سومین سیارک کشف شده‌است که در ۱۱ ژوئن ۱۹۹۶ کشف شد.